# Isopterygium brevisetum
Isopterygium brevisetum är en bladmossart som beskrevs av Brotherus 1908. Isopterygium brevisetum ingår i släktet Isopterygium och familjen Hypnaceae. Inga underarter finns listade i Catalogue of Life.